# پرونده هاوانا
پرونده هاوانا چهارمین ساخته بلند علیرضا رئیسیان کارگردان ایرانی است که در سال ۱۳۸۴ تولید شد. این فیلم سپس توسط وزارت ارشاد توقیف شد و مدتی است که وارد شبکه نمایش خانگی شده‌است.

## بازیگران
| بازیگر        | نقش                       |
| ------------- | ------------------------- |
| امین تارخ     | دکتر محسن پژمان           |
| نیکی کریمی    | زویا فانی، خبرنگار        |
| حمیدرضا پگاه  | رامین، برادرزن دکتر پژمان |
| ماه‌چهره خلیلی | پری، همسر دکتر پژمان      |

## داستان
فیلم دربارهٔ دکتری به نام پژمان است که پا را از خط بیرون گذاشته‌است. خودش هم این مسئله را می‌داند. بر او معلوم است که شرکت‌های چند ملیتی بازارهایشان را آسان به دست نیاورده‌اند که آسان از دست بدهند. سوء تفاهم عاطفی از یک سو و درگیری با همسرش از دیگر سو آغاز ماجراست.